# Nicolas Roche

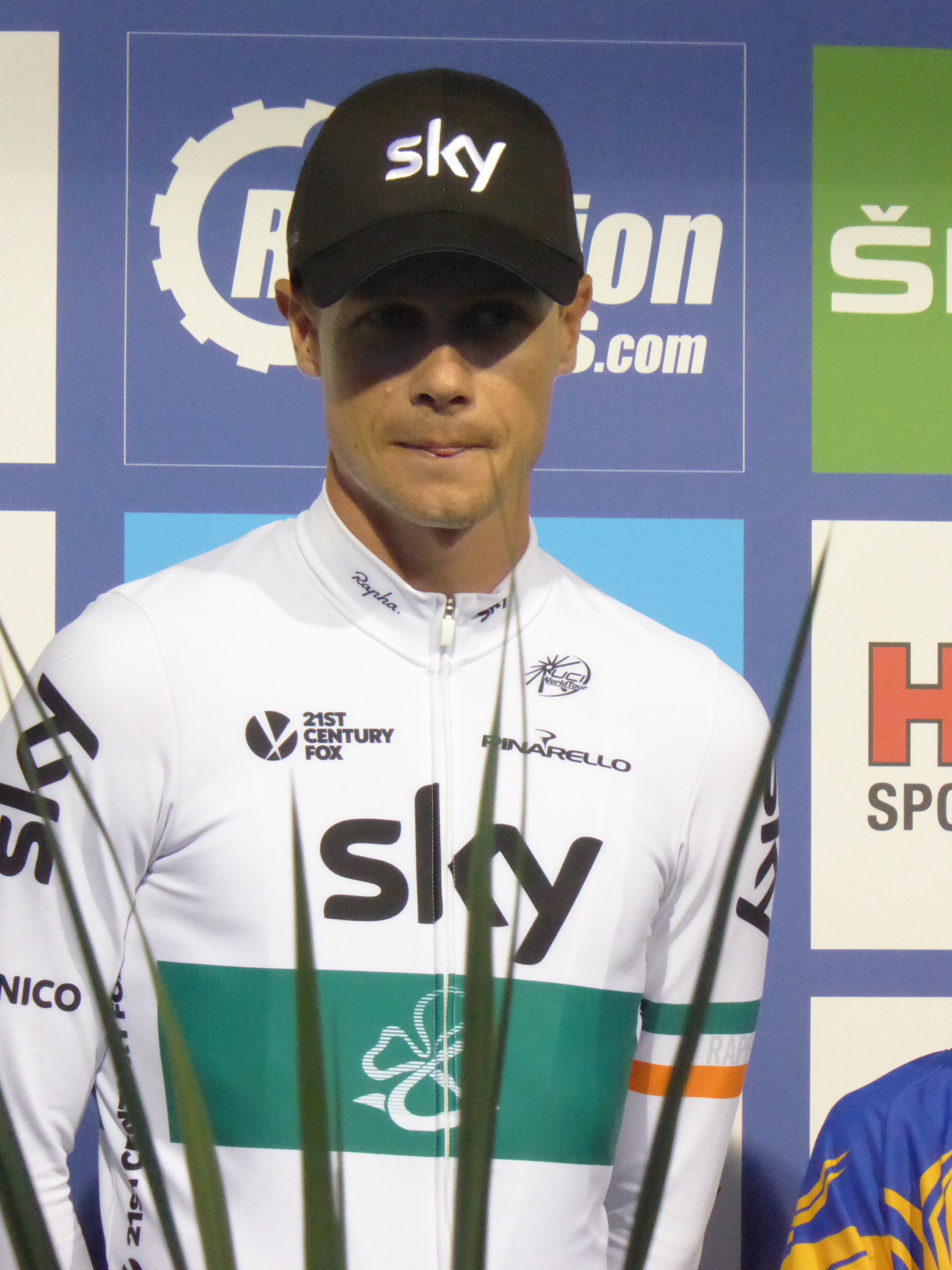
Nicolas Roche (2016).

Nicolas Roche (Conflans-Sainte-Honorine, 3 de julho de 1984) é um ciclista profissional nascido na França que corre com as cores da Irlanda.